# Marquesado de Casa Núñez de Villavicencio y Jura Real
Marqués de Casa Núñez de Villavicencio y Jura Real es un título nobiliario español creado el 22 de febrero de 1836, por la Reina Gobernadora María Cristina de Borbón durante la minoría de edad de la Reina Isabel II a favor de Felipe Romero y Núñez de Villavicencio, Capitán de Milícias de La Habana (Cuba), hijo de Alonso Fernández Romero y Palma y de María Josefa Núñez de Villavicencio, hermano por tanto de Francisco Romero y Núñez de Villavicencio I conde de Casa Romero.
Este Título fue rehabilitado por el rey Alfonso XIII en 1908, a favor de Francisco Romero y Cárdenas, hijo de Francisco José Fernández Romero y Núñez de Villavicencio I conde de Casa Romero y de su esposa María de los Dolores Cárdenas y Vélez de Guevara, convirtiéndose así en el segundo marqués.

## Marqueses de Casa Núñez de Villavicencio y Jura Real
|                                 | Titular                                | Periodo                |
| Creación por Isabel II          | Creación por Isabel II                 | Creación por Isabel II |
| ------------------------------- | -------------------------------------- | ---------------------- |
| I                               | Felipe Romero y Núñez de Villavicencio | 1836-1867              |
| Rehabilitación por Alfonso XIII |                                        |                        |
| II                              | Francisco de Paula Romero y Cárdenas   | 1908-1915              |
| III                             | Francisco de Paula Romero y de León    | 1917-1923              |
| IV                              | Pedro Miguel Romero y Ferrán           | 1927-1988              |
| V                               | María Luisa Romero y Ferrán            | 1988-2002              |
| VI                              | Carlos Felipe Theye y Romero           | 2003-2015              |
| VII                             | Carlos Eduardo Theye y Subirats        | 2017-                  |

## Historia de los Marqueses de Casa Núñez de Villavicencio y Jura Real
- Felipe Romero y Núñez de Villavicencio, I marqués de Casa Núñez de Villavicencio y Jura Real.[3] Sin descendientes. Le sucedió, por rehabilitación, su sobrino.

Rehabilitado en 1908 por:
- Francisco de Paula Romero y Cárdenas (La Habana, Cuba, 1 de marzo de 1839 - ibídem, 29 de agosto de 1915), II Marqués de Casa Núñez de Villavicencio y Jura Real, II Conde de Casa Romero.

1. Casó con Carolina María de la Asunción de León y Gregorio. Le sucedió, en 1917, su hijo:

- Francisco de Paula Romero y de León (La Habana, Cuba, 25 de agosto de 1864 - Barcelona, España, 20 de enero de 1923), III Marqués de Casa Núñez de Villavicencio y Jura Real, III Conde de Casa Romero.

1. Casó con María Luisa García de Corugedo y Ruiz. Sin descendientes. Le sucedió, en 1927, su sobrino:

- Pedro Miguel Romero y Ferrán (La Habana, Cuba, 3 de agosto de 1904 - 1986), IV Marqués de Casa Núñez de Villavicencio y Jura Real, V Conde de Casa Romero.

1. Casó con Vivien Conil e Hidalgo. Sin descendientes. Le sucedió, en 1988, su hermana:

- María Luisa Romero y Ferrán (La Habana, Cuba, 1902 - Miami, Florida EE.UU, 18 de diciembre de 2002), V Marquesa de Casa Núñez de Villavicencio y Jura Real. Le sucedió, en 2003, su hijo:

- Carlos Felipe Theye y Romero (La Habana, Cuba, 1932 - Miami, Florida EE.UU, junio de 2015), VI Marqués de Casa Núñez de Villavicencio y Jura Real, VI Conde de Casa Romero.

1. Casó con Silvia Subirats y Betancourt. Le sucedió en 2017, su hijo:

- Carlos Eduardo Theye y Subirats (La Habana, Cuba), VII Marqués de Casa Núñez de Villavicencio y Jura Real, VII Conde de Casa Romero.

Actual titular, por Real Carta de sucesión de 13 de septiembre de 2017
Caso con Kerrie Ann Goulette y Leroux en 2 de julio de 1999.  Dando de luz Isabel Marie Theye, Sofia Maria Theye y Carlos Johannes Theye.